# Be-2
Be-2 (prononcé à l'anglaise) est un duo féminin de J-pop, actif sous ce nom de 1987 à 1990, composé de Kiyoko Kitazawa (北沢清子, Kitazawa Kiyoko, née le 28 février 1964 à Kanagawa) et Keiko Yamamoto (山本恵子, Yamamoto Keiko, née le 20 mai 1962 à Tokyo). Le duo s'est aussi produit avant sous le nom Captain (1984-1987), et après sous le nom Devil Girls (1991-2002).

## Histoire
Le duo débute en fait en 1982 comme danseuses et choristes de la chanteuse et idole japonaise Iyo Matsumoto. En 1984, elles deviennent, sous le nom Captain, celles de Mamiko Asō, formant le groupe Asō Mamiko & Captain, qui se sépare en 1987. Le duo continue ensuite sa carrière sous le nouveau nom Be-2, et sort des disques jusqu'en 1990, interprétant de nombreuses reprises, débutant notamment par une du duo The Peanuts, Koi no Vacance. Le duo apparait ensuite régulièrement sous le nom Devil Girls (デビル・ガールズ) dans des émissions de variété de Takeshi Kitano, Kitano Fan club (北野ファンクラブ) de 1991 à 1996 et Adachiku no Takeshi, Sekai no Kitano (足立区のたけし、世界の北野) de 1997 à 2002, et dans ses films Hana-bi (はなび), L'Été de Kikujiro et Dolls, dans de petits roles. 
Dans les années 2000, Kiyoko Kitazawa fait des voix-off de reportages à New York, et ouvre en 2009 un salon de beauté, Beauty House Be.

## Discographie
Singles
Album
Compilation